# Luiz Alves
Luiz Alves – miasto i gmina w południowo-wschodniej Brazylii, w stanie Santa Catarina. Znajduje się w mezoregionie Vale do Itajaí i mikroregionie Blumenau. Położone jest około 100 km w linii prostej od Florianópolis. Miejscowość leży w dolinie rzeki Rio Luís Alves. Znane jest z produkcji Cachaça i związanego z nim corocznego festiwalu Fenaca – Festa Nacional da Cachaça. Luiz Alves znane jest także z produkcji bananów. Kolonizacja tych terenów rozpoczęła się w 1877 r. za sprawą włoskich imigrantów. 18 lipca 1958 r. miejscowość uzyskała prawa miejskie.